# Gangkombol
Gangkombol (ou Gankobol, Gankombol, Gankoumbol, Gaukumbal, Gaukoumboum, Gamkoumbon) est un village de la commune de Meiganga situé dans la région de l'Adamaoua et le département du Mbéré au Cameroun, à proximité de la frontière avec la République centrafricaine.

## Population
En 1967, Gangkombol comptait 468 habitants, principalement Gbaya.
Lors du recensement de 2005, 1 048 personnes y ont été dénombrées.